# Павлович, Мирослав
Ми́рослав Па́влович (серб. Мирослав Павловић; 23 октября 1942, Пожега, Сербия под оккупацией Нацистской Германии — 19 января 2004, Белград, Сербия и Черногория) — югославский футболист, полузащитник.

## Карьера

### В сборной
В сборной Югославии Мирослав Павлович дебютировал 5 июня 1968 года в полуфинальном матче чемпионата Европы 1968 года со сборной Англии, завершившимся со счётом 1:0. В составе сборной Павлович принял участие в чемпионате Европы 1968 года и чемпионате мира 1974 года. Свой последний матч за сборную Павлович сыграл на чемпионате мира 1974 года со сборной Швеции 3 июля 1974 года, тот матч завершился поражением югославов со счётом 1:2. Всего же за сборную Павлович сыграл 46 официальных матчей в которых забил 2 гола..
| №  | Дата             | Соперник     | Счёт | Голы | Турнир                    |
| 1  | 5 июня 1968      | Англия       | 1:0  | -    | Чемпионат Европы 1968     |
| 2  | 8 июня 1968      | Италия       | 1:1  | -    | Чемпионат Европы 1968     |
| 3  | 10 июня 1968     | Италия       | 0:2  | -    | Чемпионат Европы 1968     |
| 4  | 25 июня 1968     | Бразилия     | 0:2  | -    | Товарищеский матч         |
| 5  | 25 сентября 1968 | Финляндия    | 9:1  | -    | Отборочный матч к ЧМ 1970 |
| 6  | 16 октября 1968  | Бельгия      | 0:3  | -    | Отборочный матч к ЧМ 1970 |
| 7  | 27 октября 1968  | Испания      | 0:0  | -    | Отборочный матч к ЧМ 1970 |
| 8  | 17 декабря 1968  | Бразилия     | 3:3  | -    | Товарищеский матч         |
| 9  | 19 декабря 1968  | Бразилия     | 2:3  | -    | Товарищеский матч         |
| 10 | 22 декабря 1968  | Аргентина    | 1:1  | -    | Товарищеский матч         |
| 11 | 30 апреля 1969   | Испания      | 1:2  | 1    | Отборочный матч к ЧМ 1970 |
| 12 | 4 июня 1969      | Финляндия    | 5:1  | -    | Отборочный матч к ЧМ 1970 |
| 13 | 3 сентября 1969  | Румыния      | 1:1  | -    | Товарищеский матч         |
| 14 | 24 сентября 1969 | СССР         | 1:3  | -    | Товарищеский матч         |
| 15 | 19 октября 1969  | Бельгия      | 4:0  | -    | Отборочный матч к ЧМ 1970 |
| 16 | 10 сентября 1970 | Австрия      | 1:0  | -    | Товарищеский матч         |
| 17 | 11 октября 1970  | Нидерланды   | 1:1  | -    | Отборочный матч к ЧЕ 1972 |
| 18 | 4 апреля 1971    | Нидерланды   | 2:0  | -    | Отборочный матч к ЧЕ 1972 |
| 19 | 21 апреля 1971   | Румыния      | 0:1  | -    | Товарищеский матч         |
| 20 | 9 мая 1971       | ГДР          | 2:1  | -    | Отборочный матч к ЧЕ 1972 |
| 21 | 18 июля 1971     | Бразилия     | 2:2  | -    | Товарищеский матч         |
| 16 | 1 сентября 1971  | Венгрия      | 1:2  | -    | Товарищеский матч         |
| 17 | 22 сентября 1971 | Мексика      | 4:0  | -    | Товарищеский матч         |
| 24 | 16 октября 1971  | ГДР          | 0:0  | -    | Отборочный матч к ЧЕ 1972 |
| 25 | 27 октября 1971  | Люксембург   | 0:0  | -    | Отборочный матч к ЧЕ 1972 |
| 26 | 30 апреля 1972   | СССР         | 0:0  | -    | Отборочный матч к ЧЕ 1972 |
| 27 | 13 мая 1972      | СССР         | 0:3  | -    | Отборочный матч к ЧЕ 1972 |
| 28 | 14 июня 1972     | Венесуэла    | 10:0 | -    | Товарищеский матч         |
| 29 | 18 июня 1972     | Боливия      | 1:1  | -    | Товарищеский матч         |
| 30 | 22 июня 1972     | Парагвай     | 2:1  | -    | Товарищеский матч         |
| 31 | 25 июня 1972     | Перу         | 2:1  | -    | Товарищеский матч         |
| 32 | 29 июня 1972     | Шотландия    | 2:2  | -    | Товарищеский матч         |
| 33 | 2 июля 1972      | Бразилия     | 0:3  | -    | Товарищеский матч         |
| 34 | 6 июля 1972      | Чехословакия | 2:1  | -    | Товарищеский матч         |
| 35 | 9 июля 1972      | Аргентина    | 4:2  | -    | Товарищеский матч         |
| 36 | 20 сентября 1972 | Италия       | 1:3  | -    | Товарищеский матч         |
| 37 | 11 октября 1972  | Англия       | 1:1  | -    | Товарищеский матч         |
| 38 | 19 октября 1972  | Испания      | 2:2  | -    | Отборочный матч к ЧМ 1974 |
| 39 | 19 ноября 1972   | Греция       | 1:0  | -    | Отборочный матч к ЧМ 1974 |
| 40 | 4 февраля 1973   | Тунис        | 5:0  | -    | Товарищеский матч         |
| 41 | 9 мая 1973       | ФРГ          | 1:0  | -    | Товарищеский матч         |
| 42 | 13 мая 1973      | Польша       | 2:2  | 1    | Товарищеский матч         |
| 43 | 21 октября 1973  | Испания      | 0:0  | -    | Отборочный матч к ЧМ 1974 |
| 44 | 19 декабря 1973  | Греция       | 4:2  | -    | Отборочный матч к ЧМ 1974 |
| 45 | 29 мая 1974      | Венгрия      | 2:3  | -    | Товарищеский матч         |
| 46 | 3 июля 1974      | Швеция       | 1:2  | -    | Чемпионат мира 1974       |

Итого: 46 матчей / 2 гола; 17 побед, 16 ничьих, 13 поражений.

## Достижения

### Командные
«Црвена звезда»
- Чемпион Югославии (4): 1968, 1969, 1970, 1973
- Серебряный призёр чемпионата Югославии: 1972
- Бронзовый призёр чемпионата Югославии: 1974
- Обладатель Кубка Югославии (3): 1968, 1970, 1971
- Финалист Кубка Югославии: 1973